# Jan Mazurkiewicz
Jan Mazurkiewicz (27 de agosto de 1896 - 4 de maio de 1988), foi um soldado polonês, veterano da Primeira Guerra Mundial e coronel da resistência antinazista polonesa durante a Segunda Guerra Mundial. Ele foi um dos principais comandantes da Revolta de Varsóvia, onde liderou o Grupo Radosław, que era uma das melhores unidades insurrecionistas armadas e treinadas na Revolta.
Depois da guerra Mazurkiewicz foi perseguido pelos soviéticos da República Popular da Polônia, fora preso por dois anos apesar do fato de que ele tentou cooperar com o novo regime. Ele foi reabilitado após o final do período stalinista em 1956 e tornou-se ativo na organização oficial de veteranos. Ele foi finalmente promovido ao posto de general das Forças Armadas da República Popular da Polônia (LWP). Ele morreu pouco antes da queda do comunismo na Europa Oriental.

## Início da vida e Primeira Guerra Mundial
Mazurkiewicz nasceu em Lwów . Seu pai morreu em um incêndio em 1905. Ele passou a infância em Złoczów e frequentou um ginásio em Lwów. Ele era membro de Strzelec e depois das Legiões Polonesas durante a Primeira Guerra Mundial . Ele era um soldado de Józef Pilsudski da Primeira Brigada e lutou na batalha de Łowczówek em 25 de julho de 1914, onde foi ferido e levado preso pelos russos. Ele logo escapou e voltou à sua unidade.  Em 1918, ele participou da Batalha de Kaniów como comandante de unidade, enquanto servia sob o general Józef Haller..

## Segunda Guerra Mundial
Em agosto de 1939, Mazurkiewicz foi designado para as Operações Diversionárias do Estado Maior Polonês, envolvido em contra-inteligência contra a Alemanha nazista, particularmente na Cidade Livre de Danzig . Após a invasão alemã da Polônia e o iminente colapso das defesas polonesas em meados de setembro, seguindo os planos feitos antes do início da guerra, ele organizou a Tajna Organizacja Wojskowa (Organização Militar Secreta, TOW), um grupo subterrâneo dedicado a sabotar e resistir à ocupação alemã. Ele viajou para Paris, onde se encontrou com o general Władysław Sikorski, o primeiro ministro polonês no exílio, que sancionou oficialmente a formação da TOW. Ele retornou à Polônia em junho de 1940. 
Em março de 1943, a TOW foi oficialmente fundida com o grupo anti-nazista Armia Krajowa (Exército do Interior), encarregada de realizar sabotagem, propaganda, inteligência coleta e ação direta contra os alemães. Mazurkiewicz foi o segundo no comando até agosto de 1944 e a eclosão da Revolta de Varsóvia . 

### Revolta de Varsóvia
Pouco antes do início da Revolta de Varsóvia em 1944, Mazurkiewicz foi nomeado comandante do Grupo Radosław . Essa força foi uma das unidades polonesas mais bem treinadas e equipadas do levante.  Após o início da insurreição, a unidade controlou grandes porções dos subúrbios de Wola e posteriormente defendeu contra ataques alemães realizados por tropas sob o comando do SS Gruppenführer Heinz Reinefarth e Standartenführer Oskar Dirlewanger. Um dos batalhões do grupo,libertou o campo de concentração de Gęsiówka, localizado em Varsóvia, libertou 384 prisioneiros (principalmente judeus), a maioria dos quais ingressou na unidade. O Grupo Radosław abriu caminho para o bairro de Stare Miasto (cidade velha de Varsóvia), quando uma defesa adicional em Wola se tornou impossível. Nas áreas de Wola que as tropas de Reinefarth e Dirlewanger recuperaram dos insurgentes, pelo menos 40.000 civis e prisioneiros de guerra (prisioneiros de guerra) foram assassinados no massacre de Wola. 
Apesar de ter sido gravemente ferido na cabeça e na perna durante sua fuga de Wola, após uma curta estadia em um hospital, Mazurkiewicz foi colocado de novo no comando do Grupo Radosław. Ele liderou uma tentativa malsucedida no início de setembro de evacuar para Śródmieście (centro da cidade, Varsóvia) depois que Stare Miasto foi invadido por tropas alemãs. Após o fracasso, seu grupo conseguiu chegar ao subúrbio de Czerniaków, onde tentou entrar em contato com o Primeiro Exército Polonês sob comando soviético, localizado na margem direita de Vístula. Como não havia ajuda dos poloneses controlados pelos soviéticos, Mazurkiewicz e sua unidade atravessaram os esgotos de Varsóvia até Mokotów, o último centro de resistência em Varsóvia, no final de setembro. Lá, os restos mortais do grupo dizimado, incluindo os batalhões Parasol e Czata 49, lutaram até a rendição das forças polonesas em 2 de outubro. Pouco antes da assinatura da ordem, Mazurkiewicz foi oficialmente promovido ao posto de coronel pelo general Tadeusz Bór-Komorowski. 
De acordo com o acordo de capitulação, os soldados do Exército da Polônia deveriam ser tratados como prisioneiros de guerra regulares e os civis de Varsóvia evacuados. Mazurkiewicz dissolveu sua unidade e, juntamente com sua esposa Maria, que era membro do Grupo Radosław , escaparam da cidade se passando por civil.